# ألتيمت بيست ماستر
ألتيمت بيست ماستر (بالإنجليزية: Ultimate Beastmaster)‏ هو برنامج تلفزيون الواقع ترفيهي رياضي أمريكي بدأ بثه على نتفليكس في 24 فبراير 2017.